# Ustuni
Ustuni o Sutuni fou una població del Shamdinan, a la comarca d'Harki, seu d'una dinastia autònoma kurda cap als segles XIV i xv.
La història d'aquesta dinastia que es suposa estava al llibre Sharaf-nama s'ha perdut (és un dels poc capítols que manquen).